# Esakiozephyrus bieti
Esakiozephyrus bieti är en fjärilsart som beskrevs av Charles Oberthür 1886. Esakiozephyrus bieti ingår i släktet Esakiozephyrus och familjen juvelvingar. Inga underarter finns listade i Catalogue of Life.

## Bildgalleri

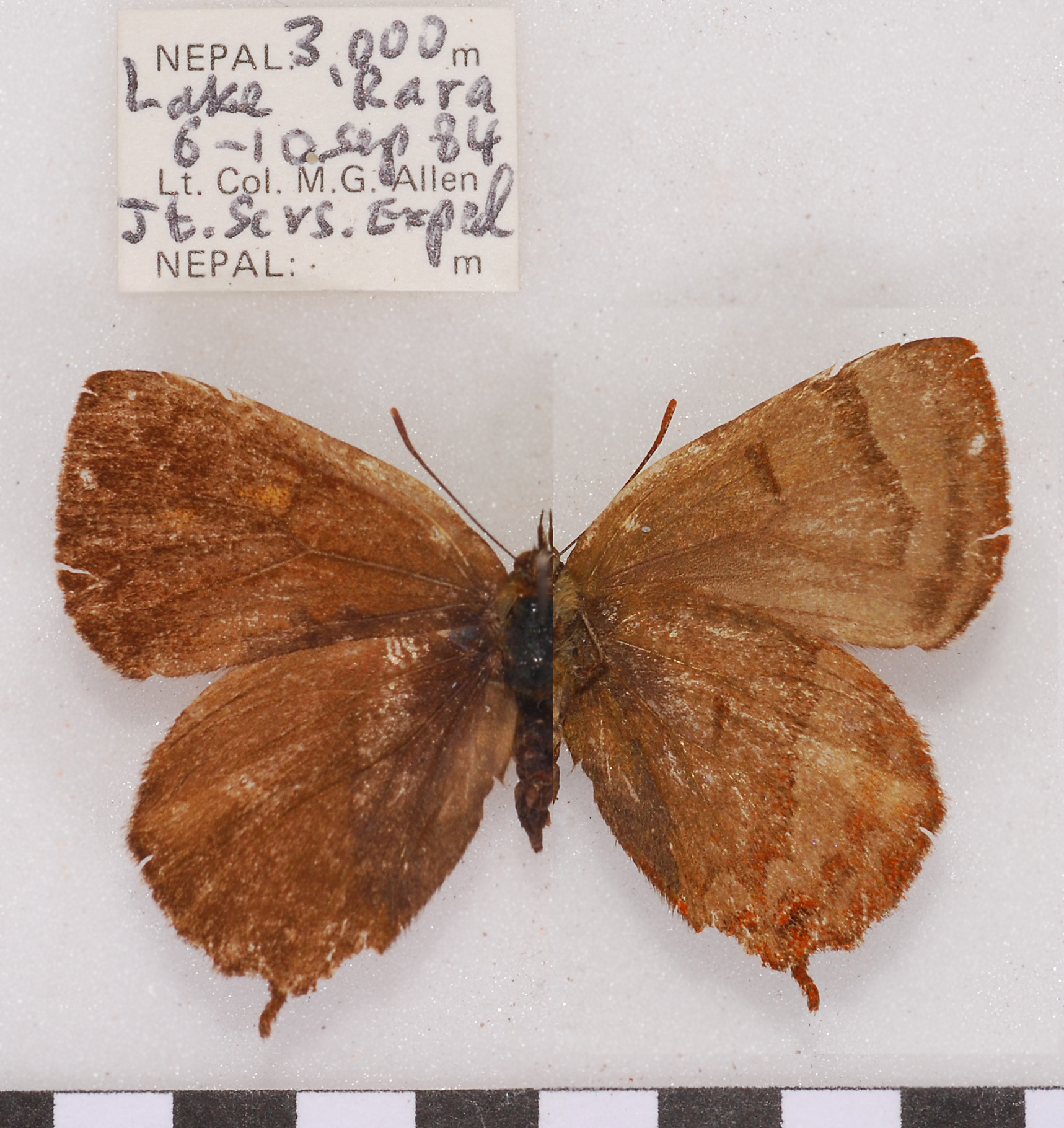